# Kris Draper
Kristopher "Kris" Draper, född 24 maj 1971 i Toronto i Ontario, är en kanadensisk före detta professionell ishockeyspelare som spelat mer än 1000 matcher för Detroit Red Wings i NHL. 

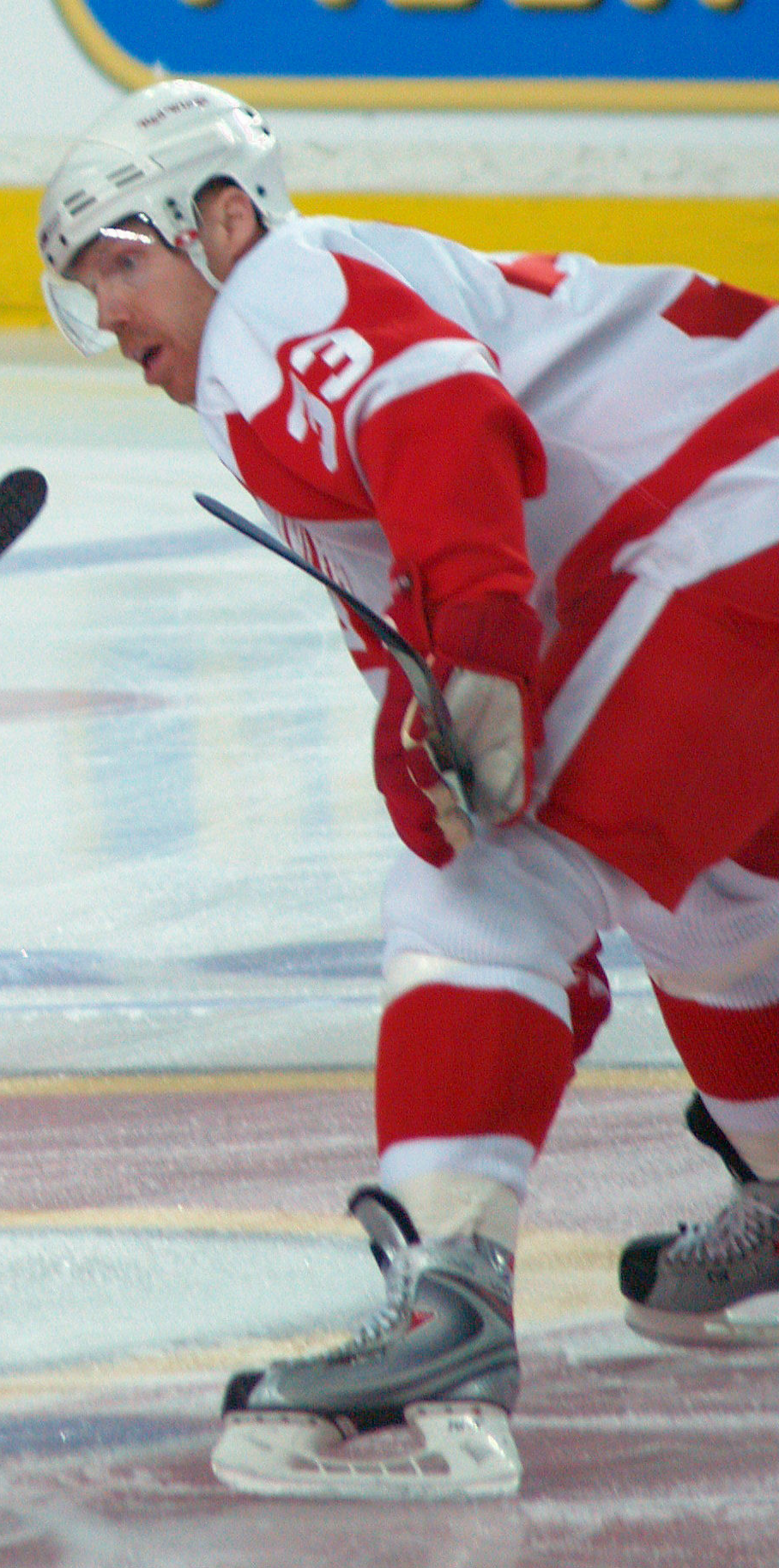
Kris Draper.

Kris Draper valdes som 62:a spelare totalt i NHL-draften 1989 av Winnipeg Jets. Han spelade totalt 20 grundseriematcher och två slutspelsmatcher för Jets och gjorde 3 mål för laget innan han byttes bort till Detroit Red Wings 30 juni 1993.
Draper har vunnit Stanley Cup fyra gånger med Detroit Red Wings och även blivit tilldelad priset Frank J. Selke Trophy som ligans bäste defensive forward säsongen 2003–2004.
I Detroit var Draper under många år medlem av "Grind Line" tillsammans med Kirk Maltby och Joe Kocur eller Darren McCarty, en kedja vars uppgift var att spela fysiskt och störa motståndarnas toppformationer. "Grind Line" var effektiv mot Philadelphia Flyers "Legion of Doom" med Eric Lindros, John LeClair och Mikael Renberg i Stanley Cup-finalen 1997.
Draper har representerat Kanada i flera internationella turneringar. Han var med och vann guld i VM 2003 och i World Cup 2004. Han deltog också i OS 2006 i Turin där Kanada slutade på en sjunde plats.

## Utmärkelser
- Stanley Cup - 1997, 1998, 2002, 2008
- Frank J. Selke Trophy - 2003–04

## Statistik

### Klubbkarriär
| 1990–91    | Winnipeg Jets     | NHL        | 3    | 1   | 0   | 1   | 5   | –   | –  | –  | –  | –   |
| 1991–92    | Winnipeg Jets     | NHL        | 10   | 2   | 0   | 2   | 2   | 2   | 0  | 0  | 0  | 0   |
| 1992–93    | Winnipeg Jets     | NHL        | 7    | 0   | 0   | 0   | 2   | –   | –  | –  | –  | –   |
| 1993–94    | Detroit Red Wings | NHL        | 39   | 5   | 8   | 13  | 31  | 7   | 2  | 2  | 4  | 4   |
| 1994–95    | Detroit Red Wings | NHL        | 36   | 2   | 6   | 8   | 22  | 18  | 4  | 1  | 5  | 12  |
| 1995–96    | Detroit Red Wings | NHL        | 52   | 7   | 9   | 16  | 32  | 18  | 4  | 2  | 6  | 18  |
| 1996–97    | Detroit Red Wings | NHL        | 76   | 8   | 5   | 13  | 73  | 20  | 2  | 4  | 6  | 12  |
| 1997–98    | Detroit Red Wings | NHL        | 64   | 13  | 10  | 23  | 45  | 19  | 1  | 3  | 4  | 12  |
| 1998–99    | Detroit Red Wings | NHL        | 80   | 4   | 14  | 18  | 79  | 10  | 0  | 1  | 1  | 6   |
| 1999–00    | Detroit Red Wings | NHL        | 51   | 5   | 7   | 12  | 28  | 9   | 2  | 0  | 2  | 6   |
| 2000–01    | Detroit Red Wings | NHL        | 75   | 8   | 17  | 25  | 38  | 6   | 0  | 1  | 1  | 2   |
| 2001–02    | Detroit Red Wings | NHL        | 82   | 15  | 15  | 30  | 56  | 23  | 2  | 3  | 5  | 20  |
| 2002–03    | Detroit Red Wings | NHL        | 82   | 14  | 21  | 35  | 82  | 4   | 0  | 0  | 0  | 4   |
| 2003–04    | Detroit Red Wings | NHL        | 67   | 24  | 16  | 40  | 31  | 12  | 1  | 3  | 4  | 6   |
| 2005–06    | Detroit Red Wings | NHL        | 80   | 10  | 22  | 32  | 58  | 6   | 0  | 0  | 0  | 6   |
| 2006–07    | Detroit Red Wings | NHL        | 81   | 14  | 15  | 29  | 58  | 18  | 2  | 0  | 2  | 24  |
| 2007–08    | Detroit Red Wings | NHL        | 65   | 9   | 8   | 17  | 68  | 22  | 3  | 1  | 4  | 10  |
| 2008–09    | Detroit Red Wings | NHL        | 79   | 7   | 10  | 17  | 40  | 8   | 1  | 0  | 1  | 0   |
| 2009–10    | Detroit Red Wings | NHL        | 81   | 7   | 15  | 22  | 28  | 12  | 0  | 0  | 0  | 16  |
| 2010–11    | Detroit Red Wings | NHL        | 47   | 6   | 5   | 11  | 12  | 8   | 0  | 1  | 1  | 2   |
| NHL totalt | NHL totalt        | NHL totalt | 1157 | 161 | 203 | 364 | 790 | 222 | 24 | 22 | 46 | 160 |

### Internationellt
| År            | Lag           | Turnering     | Matcher | Mål | Assist | Poäng | Utv |
| ------------- | ------------- | ------------- | ------- | --- | ------ | ----- | --- |
| 1990          | Kanada        | JVM           | 7       | 0   | 2      | 2     | 4   |
| 1991          | Kanada        | JVM           | 7       | 1   | 3      | 4     | 0   |
| 2000          | Kanada        | VM            | 3       | 1   | 0      | 1     | 0   |
| 2001          | Kanada        | VM            | 7       | 1   | 2      | 3     | 0   |
| 2003          | Kanada        | VM            | 9       | 0   | 3      | 3     | 10  |
| 2004          | Kanada        | WC            | 5       | 2   | 2      | 4     | 2   |
| 2005          | Kanada        | VM            | 9       | 0   | 2      | 2     | 6   |
| 2006          | Kanada        | OS            | 6       | 0   | 0      | 0     | 0   |
| Junior totalt | Junior totalt | Junior totalt | 14      | 1   | 5      | 6     | 4   |
| Senior totalt | Senior totalt | Senior totalt | 39      | 4   | 9      | 13    | 18  |